# Томерсон, Тим
Тим Томерсон (англ. Tim Thomerson) — американский актёр. Наиболее известен по роли Джека Дэта в серии научно-фантастических боевиков «Трансеры».

## Биография
Джозеф Тимоти Томерсон родился в городе Коронадо в Калифорнии, детство провёл на Гавайских островах и в Сан-Диего.
Вместе со своим другом, Брайоном Джеймсом, служил в Национальной гвардии США. Позже они оба работали дворецкими у знаменитой Стеллы Адлер, а она обучала их актёрскому искусству.

## Карьера
Дебютировал как актёр на «Вечернем шоу Джонни Карсона» (1962).
Одной из первых и самых значимых его ролей — полицейский будущего Джек Дэт в серии фильмов Чарльза Бэнда «Трансеры». Первый с его участием вышел в 1984, а последний — в 2013. Его персонаж во многом списан с Рика Декарда из «Бегущего по лезвию». Последняя часть представляла собой короткометражный фильм, смонтированный из материалов, снятых ещё в 80-х.
Помимо роли в этой франшизе, Томерсон сыграл в девяти картинах режиссёра B-Movie Альберта Пьюна.
Сыграл роль Джея Аллена (погибшего брата Барри) в двухчасовом пилотном эпизоде телесериала «Флэш» (1990).

## Личная жизнь
19 сентября 1971 женился на Фрэнсис Дельгадо, но через семь лет брака, 15 июня 1978, они развелись.
В ноябре 1978 женился на Берил Барнс, позже у пары родился ребёнок. Однако, через некоторое время они тоже развелись.
В 90-х познакомился с кастинг-менеджером Тери Блайт, и 25 сентября 1998 они сыграли свадьбу.

## Фильмография
| Год       |     | Русское название                      | Оригинальное название                    | Роль                  |
| --------- | --- | ------------------------------------- | ---------------------------------------- | --------------------- |
| 1978      | ф   | Свадьба                               | A Wedding                                | Рассел Бин            |
| 1980      | ф   | Уход в чёрное                         | Fade to black                            | Джерри Мориарти       |
| 1983      | ф   | Металлический шторм: Крах Джаред-Сина | Metalstorm: The Destruction of Jared-Syn | Родс                  |
| 1983      | ф   | Редкая отвага                         | Uncommon Valor                           | Чартс                 |
| 1984      | ф   | Горный хрусталь                       | Rhinestone                               | Бэрнетт Кайл          |
| 1984      | ф   | Трансеры                              | Trancers                                 | Джек Дэт              |
| 1985      | ф   | Солдаты вне времени                   | Zone Troopers                            | Сержант               |
| 1986      | ф   | Железный орёл                         | Iron Eagle                               | Полковник Тед Мастерс |
| 1987      | ф   | Почти полная тьма                     | Near Dark                                | Лой Колтон            |
| 1987      | ф   | Черри-2000                            | Cherry 2000                              | Лестер                |
| 1988      | ф   | Скауты                                | The Wrong Guys                           | Тим                   |
| 1989      | ф   | Кто такой Гарри Крамб?                | Who's Harry Crumb?                       | Винс Барнс            |
| 1990      | с   | Флэш                                  | The Flash                                | Джей Аллен            |
| 1991      | ф   | Трансеры 2                            | Trancers II                              | Джек Дэт              |
| 1991      | ф   | Кукольный человек                     | Dollman                                  | Брик                  |
| 1992      | ф   | Эдди Пресли                           | Eddie Presley                            | Комик                 |
| 1992      | ф   | Трансеры 3                            | Trancers III                             | Джек Дэт              |
| 1992      | ф   | Урожай                                | The Harvest                              | Стив Мобли            |
| 1993      | ф   | Немезида                              | Nemesis                                  | Комиссар Фарнсворт    |
| 1994      | ф   | Трансеры 4: Пиковый валет             | Trancers 4: Jack of Swords               | Джек Дэт              |
| 1994      | ф   | Трансеры 5: Молниеносный Дет          | Trancers 5: Sudden Deth                  | Джек Дэт              |
| 1995      | ф   | Человек против киборга                | Heatseeker                               | Старейшина            |
| 1996      | ф   | Спина к спине                         | Back to Back                             | Томас                 |
| 1998      | ф   | Страх и ненависть в Лас-Вегасе        | Fear and Loathing in Las Vegas           | Гудлюм                |
| 2001      | ф   | Жуки                                  | They Crawl                               | Дезинсектор           |
| 2001      | ф   | Жертва дьявола                        | Devil's Prey                             | Шериф Харри           |
| 2001—2003 | с   | Дни нашей жизни                       | Days of Our Lives                        | Оливер Вентворт       |
| 2006      | ф   | Стильные штучки                       | Bottoms Up                               | Эй Джи Манчини        |
| 2006      | ф   | Забытая во тьме                       | Left in Darkness                         | Джо                   |
| 2010      | ф   | Безудержная                           | Abandoned                                | Купер                 |
| 2011      | с   | Бесстыжие                             | Shameless                                | А. Б. Фишер           |
| 2013      | кор | Трансеры: Город потерянных ангелов    | Trancers: City of Lost Angels            | Джек Дэт              |